# Glok
Glok is een bestuurslaag in het regentschap Aceh Utara van de provincie Atjeh, Indonesië. Glok telt 521 inwoners (volkstelling 2010).